# Anne Rüffer
Anne Rüffer (* 1957) ist eine deutsche Verlegerin und Inhaberin des Sachbuch-Verlages rüffer & rub in Zürich.

## Leben
Rüffer arbeitete viele Jahre in der Privatwirtschaft und baute eine Firmengruppe im Kommunikationsbereich mit auf. Danach wechselte sie in den Journalismus als Autorin für Wochenzeitungen und diverse Fernsehstationen. Seit 1999 ist sie auch als Autorin tätig.
Sie ist geschäftsführende Verlegerin des 2000 gegründeten Verlags rüffer&rub in Zürich. Im Jahr 2008 gründete sie die Manuskript-Oase – Büro für Autorenberatung. Ebenfalls 2008 kam der Römerhof Verlag dazu, der ausschließlich Biographien verlegt und den sie zusammen mit der Rechtsanwältin Gitti Hug gründete. Seit 2008 ist Anne Rüffer zudem Jury-Mitglied des jährlich vergebenen Right Livelihood Award, bekannt auch als „Alternativer Nobelpreis“.
2014 ist im Verlag LangenMüller ihr erster Roman erschienen.

## Dokumentarfilme
- 1998: SOS Leukämie – wer rettet Marco Nese?
- 2000: Benis letzte Fahrt – Ein Jugendsuizid und seine Folgen
- 2002: Endstation Hoffnung – Wege aus der Magersucht und Bulimie
- 2003: Diagnose: Epilepsie
- 2004: Kinder im Koma
- 2004: Wege aus der Stille
- 2005: Unheilbar krank und voller Mut – Drei Kinder erobern ihre Welt
- 2006: Diagnose Krebs: Was kann ich selbst für mich tun?
- 2008: Schweizer entdecken Allah. Walter und Sonja konvertieren zum Islam
- 2008: Unheilbar krank und voller Mut 2

## Werke
- Leben mit Schizophrenie. 52 Gespräche mit Bettina über ihren Weg aus der Krankheit. Scherz, Bern 1999, ISBN 3-502-15644-1.
- Frauen mit Idealen. Zehn Leben für den Frieden (mit Angelika U. Reutter). rüffer&rub, Zürich 2001, ISBN 3-907625-02-1.
- Frauen leben für den Frieden. Die Friedensnobelpreisträgerinnen von Bertha von Suttner bis Schirin Ebadi (mit Angelika U. Reutter). Piper, München 2004, ISBN 3-492-24209-X.
- Fräulein Franzen besucht das Glück. Roman. LangenMüller, München 2014, ISBN 978-3-7844-3359-2.